# Умигулсум-султанија (ћерка Ахмеда I)
Умигулсум-султанија (тур. Ümmügülsüm Sultan) је била највероватније најмлађа ћерка Ахмеда I и Косем султаније.
Информације о султанији Умигулсум су дуго биле изгубљене, и никад није помињана у званичним изворима. Међутим постоје записи који децидно наводе да је она била кћи Ахмеда I.

## Бракови
Током 1622. године, забележено је да је Умигулсум била неудата заједно са својим сестрама Фатмом, Ханзаде и Атике.
Постоје записи да је 1630. године Мурат доделио својој сестри Умигулсум провинцију Хизано, која се налазила у околини Алепа. У харемским регистрима из 1639. године је примала једнаке исплате као њене сестре Ајше, Фатма и Ханзаде и забележено је да је била супруга неког Халил-паше.
Из поклона дубровачких поликсара 1642. и 1648. године види се да је Умигулсум била удата за Ахмед-пашу Херцеговића.
Након убиства њене мајке Косем, о њој није ништа познато. Умисулсум-султанија се помиње након четрдесет година поново, као тетка султана Мехмета. Забележено је да је 14. маја 1688. године примила жену енглеског амбасадора, Кетрин Транбул. Енглески историчари наводе да је веза жене амбсадора са овом султанијом омогућила амбасадору да успостави комуникациони канал са отоманским двором. Речено је да је султанију посећивала све до 1692. године.